# غيليس لوروا
غيليس لوروا (بالفرنسية: Gilles Leroy)‏‏ (28 ديسمبر 1958 - ) كاتب، وكاتب سير، وروائي، وكاتب مقالات من فرنسا.

## الجوائز
- جائزة غونكور

## روابط خارجية
- غيليس لوروا على موقع IMDb (الإنجليزية)
- غيليس لوروا على موقع مونزينجر (الألمانية)